# Payton Spencer
Payton Spencer (Amarillo, Texas, 28 de Novembro de 1997) é uma atriz estadunidense, mais conhecida por interpretar Geneva Greco, filha do casal Greco, no seriado What About Brian. Seus créditos no cinema, incluem o filme Honeymoon with Mom.

## Filmografia

### Televisão
- 2007 NCIS como Emilly Fornell
- 2007 What About Brian como Geneva Greco
- 2005 Joan of Arcadia como Kimberly Dodd